# Laukaa
Laukaa (Laukas in svedese) è un comune finlandese di 18775 abitanti, situato nella regione della Finlandia Centrale.